# 피타고라스위치
피타고라스위치(일본어: ピタゴラスイッチ)는 일본 NHK에서 2002년부터 방영하고 있는 아동용 프로그램이다. 그러나 방송 처음과 끝, 중간에 계속해서 제공되는 골드버그 장치(프로그램 내에서는 피타고라 장치로 이름 붙여져 있다) 때문에, 성인중에서도 좋아하는 사람이 있다. 특히 동영상이 미국을 통해 대한민국 등의 네티즌들에게 흥미를 끌고 있다. 피타고라 스위치에서 나오는 여러 장치는 수많은 시행착오를 거친 골드버그 장치로 이를 패러디하거나 똑같이 만들어 보려고 도전하는 네티즌 들이 늘고 있다. 일본에서 만들어진 피타고라 스위치가 미국, 대한민국 외 여러 나라에서 간단하거나 또는 본작 보다 더 복잡한 장치를 만들어 UCC로 올리고 있다. 게다가 5분짜리 다이제스트 방송인 피타고라스위치 미니를 방영되었다. 대한민국에서는 대교 어린이TV와의 계약으로 3월 18일 월요일부터 매주 평일마다 한국어로 방송될 예정이다.